# Các nguyên lý của kinh tế học

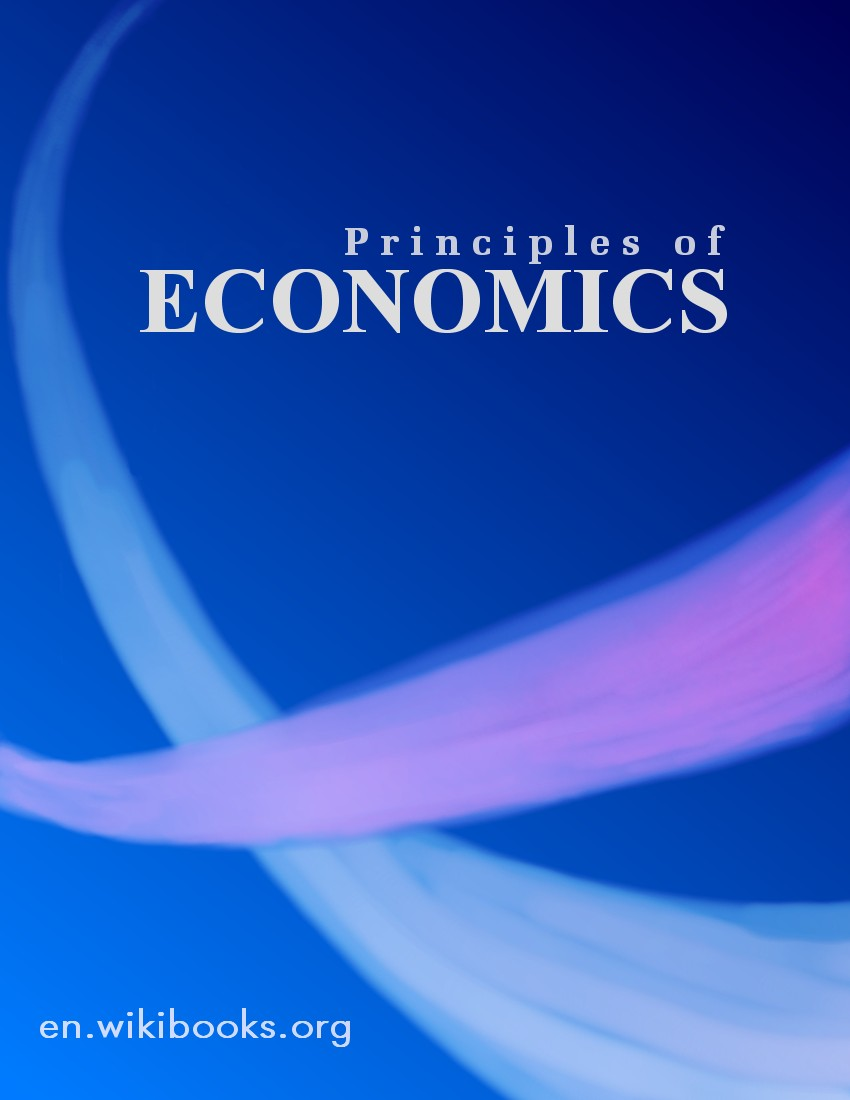
Các nguyên lý của kinh tế học

Các nguyên lý của kinh tế học là những quy luật tổng quan về kinh tế học và là những dự báo có thể xảy ra trong nền kinh tế. Trên thực tế, hộ gia đình là một bộ phận nằm trong nền kinh tế; và hộ gia đình và nền kinh tế có rất nhiều điểm chung. Kinh tế học là bộ môn khoa học nghiên cứu phương thức xã hội quản lý nguồn lực khan hiếm của mình. Nó được đặt trên cơ sở của một số ý tưởng cơ bản chi phối hành vi cá nhân, sự tương tác giữa các cá nhân và nền kinh tế với tư cách một tổng thể - Các nhà kinh tế gọi chúng là các nguyên lý của kinh tế học - đây là các nguyên lý cơ bản của kinh tế học.
Kinh tế học chủ yếu nghiên cứu phương thức xã hội quản lý nguồn lực khan hiếm của xã hội, tức là giải quyết ba vấn đề cơ bản của nền kinh tế (Sản xuất cái gì?, Sản xuất như thế nào? và Sản xuất cho ai?). Thực tế, nguồn lực được phân bổ không phải chỉ do nhà hoạch định duy nhất của chính phủ trung ương, mà còn thông qua sự tác động qua lại của hàng triệu hộ gia đình và doanh nghiệp. Do vậy, kinh tế học cần tìm hiểu xem mọi cá nhân ra quyết định thế nào, quyết định làm việc bao nhiêu, mua cái gì, tiết kiệm như thế nào và khoản tiết kiệm đó đầu tư ra sao. Kinh tế học cũng cần nghiên cứu, phân tích làm thế nào mà rất nhiều người mua cùng một sản phẩm lại có thể cùng nhau tạo ra một mức giá duy nhất và một lượng hàng ổn định. Mục tiêu cuối cùng, kinh tế học phải phân tích được các lực lượng và xu thế ảnh hưởng đến nền kinh tế với tư cách tổng thể, tốc độ tăng trưởng của thu nhập bình quân, thất nghiệp và sự gia tăng của giá cả.

## Con người ra quyết định như thế nào
Nền kinh tế không có gì là bí hiểm cả, xét cho cùng, khái niệm này được dùng để chỉ "một nhóm người tác động qua lại với nhau trong cuộc đấu tranh sinh tồn". Quy cho cùng, thì hoạt động của nền kinh tế chẳng qua chỉ là tác động tổng hợp hoạt động của các cá nhân cấu thành nền kinh tế.

### Nguyên lý 1: Con người đối mặt với sự đánh đổi
"Mọi thứ đều có giá" - Để có được một thứ ưa thích, người ta phải bỏ ra một thứ khác mà mình thích. Nói cách khác, quá trình ra quyết định đòi hỏi phải đánh đổi một mục tiêu nào đó để đạt được mục tiêu khác.
Ví dụ 1: Một sinh viên đứng trước một quyết định phân bổ nguồn lực quý báu của mình là thời gian. Anh ta có thể dành toàn bộ thời gian để nghiên cứu môn kinh tế học, hoặc dành toàn bộ thời gian để nghiên cứu môn tâm lý học, và hoặc là phân chia thời gian giữa hai môn học đó. Để có một giờ học môn này, anh ta phải từ bỏ một giờ học môn kia. Để có một giờ học một trong hai môn kia, anh ta phải từ bỏ một giờ đi chơi, xem ca nhạc hoặc đi làm để kiếm thêm thu nhập.
Ví dụ 2: Về chi tiêu của một gia đình nhiều thế hệ, họ có thể mua thực phẩm, hoặc quần áo, hoặc đưa cả nhà đi nghỉ. Họ cũng có thể tiết kiệm một phần thu nhập cho lúc về già, hoặc cho con cái vào học đại học. Khi quyết định chi tiêu thêm một đồng cho một trong các sản phẩm nêu trên, họ mất đi một đồng để chi cho sản phẩm khác.
Khi con người tập hợp lại thành xã hội, Chính phủ phải đối mặt với nhiều loại đánh đổi. Trong cuốn "Kinh tế học" của tác giả Paul Anthony Samuelson (15/5/1915-13/12/2009) - một nhà kinh tế học người Hoa Kỳ, đại biểu của trường phái kinh tế học vĩ mô tổng hợp tổng hợp và có đóng góp to lớn ở một loạt lĩnh vực của kinh tế học - đưa ra sự đánh đổi giữa "Súng và bơ". Khi tăng chi tiêu cho quốc phòng để tăng khả năng phòng thủ đất nước (mua thêm súng), Chính phủ phải từ bỏ một phần tiêu dùng (một phần bơ), và như vậy mất đi cơ hội nâng cao mức sống của nhân dân.

### Nguyên lý 2:Chi phícủa một thứ là thứ mà bạn phải từ bỏ để có được nó
Sự đánh đổi liên quan đến lợi ích và tổn thất, vì vậy trong quá trình ra quyết định, ta thường so sánh giữa chi phí và lợi ích của các cách hành động khác nhau. Cái khó ở đây là trong nhiều trường hợp, chi phí của một số hành động không phải lúc nào cũng rõ ràng như khi mới nhìn qua.
Ví dụ, việc quyết định đi học đại học; Ích lợi của cách hành động này là giàu thêm kiến thức và có cơ hội có được công việc làm tốt hơn trong suốt cả cuộc đời. Thế còn chi phí của nó là gì? Nó chính là tổng cộng các khoản tiền phải trả để có được việc học hành này (học phí, tài liệu, sinh hoạt phí,...). Nhưng tổng số tiền đó thực sự chưa phải là toàn bộ những gì bạn phải từ bỏ để theo học đại học.
Ví dụ trên cho thấy:
1. Thứ nhất, nó bao gồm cả những thứ không thực sự là chi phí cho việc học đại học. Kể cả không phải học đại học, người ta vẫn phải chi phí sinh hoạt, vẫn phải chi cho ăn uống, chỗ ở. Tiền ăn uống ở trường đại học chỉ trở thành chi phí cho việc học đại học khi nó cao hơn ở những nơi khác. Cũng có khi, sinh hoạt phí ở trường đại học có thể rẻ hơn những nơi khác - Trường hợp này, số tiền tiết kiệm được trở thành ích lợi cho việc học đại học.
2. Thứ hai, nó bỏ qua khoản chi phí lớn nhất cho việc học đại học là thời gian của việc học. Khi dành một khoảng thời gian để nghe giảng, đọc tài liệu và viết tiểu luận, người ta không thể sử dụng nó để làm việc khác. Nhiều người hiểu rằng tiền lương  phải từ bỏ do không đi làm để đi học đại học là khoản chi phí lớn nhất cho việc học đại học.

Chi phí cơ hội của một thứ là thứ mà bạn phải từ bỏ để có được nó. Khi quyết định bất kỳ việc gì (chẳng hạn đi học đại học), người ra quyết định phải xem xét đến chi phí cơ hội gắn với các hành động có thể thực hiện. Chi phí cơ hội của các vận động viên thể thao ở lứa tuổi sinh viên có thể rất cao - họ có thể kiếm được rất nhiều tiền nếu bỏ học, để chơi các môn thể thao nhà nghề. Đương nhiên, mọi người hiểu rằng, ích lợi của việc học đại học là quá nhỏ so với chi phí.

### Nguyên lý 3: Con người hành động hợp lý suy nghĩ tại điểm cận biên
Các quyết định trong cuộc sống hiếm khi được đưa ra dưới dạng có hoặc không, mà thường là dưới dạng tăng thêm hay giảm đi một lượng nào đó. Khi đến giờ ăn tối, bạn phải đối mặt không phải là ăn hay không ăn, mà là có nên ăn thêm một ít cơm hoặc thức ăn không. Khi kỳ thi đến, vấn đề không phải là bỏ mặc bài vở hay học 24 giờ một ngày, mà là nên học thêm một tiếng nữa hay dừng lại để lên mạng Wikipedia. Các nhà kinh tế sử dụng thuật ngữ thay đổi cận biên để chỉ những điều chỉnh nhỏ và tăng dần trong kế hoạch hành động hiện tại. Cận biên có nghĩa là lân cận một cái gì đó và bởi vậy thay đổi cận biên là những điều chỉnh ở vùng lân cận.
Nhiều trường hợp, mọi người đưa ra được quyết định tối ưu nhờ tính đến điểm cận biên; bằng cách so sánh ích lợi cận biên và chi phí cận biên.
Các cá nhân và doanh nghiệp có thể đưa ra quyết định tốt hơn nhờ cách suy nghĩ ở điểm cận biên. Con người hành động hợp lý chỉ quyết định tăng thêm hành động khi thấy ích lợi cận biên còn cao hơn chi phí cận biên.

### Nguyên lý 4: Con người phản ứng với các kích thích
Con người ra các quyết định dựa trên sự so sánh chi phí và ích lợi, nên hành vi của họ có thể thay đổi khi chi phí, ích lợi hoặc cả hai thay đổi. Nghĩa là, con người đáp lại các kích thích. Ví dụ, khi giá bưởi giảm, mọi người quyết định ăn nhiều bưởi hơn, vì chi phí cho việc mua bưởi đã giảm xuống. Đồng thời người nông dân trồng bưởi thuê thêm lao động và thu hoạch nhiều bưởi hơn vì lợi nhuận thu được từ bán bưởi tăng lên. Chúng ta thấy, tác động của giá cả lên hành vi của người mua và người bán trên thị trường, nó có ý nghĩa quan trọng trong việc tìm hiểu phương thức vận hành của nền kinh tế.

## Con người tương tác với nhau như thế nào
Nhiều quyết định của chúng ta không chỉ ảnh hưởng đến bản thân chúng ta, mà còn tác động đến những người xung quanh.

### Nguyên lý 5: Thương mại làm cho mọi người đều có lợi
Hiện nay trên thị trường quốc tế, Nhật Bản là đối thủ cạnh tranh của Hoa Kỳ. Xét trên một vài khía cạnh, thì điều này đúng vì các công ty Nhật và Hoa Kỳ đều sản xuất nhiều mặt hàng giống nhau. Hãng Toyota và Ford cạnh tranh để thu hút một nhóm khách hàng trên thị trường ô tô. Hewlett-Packard HP cũng cạnh tranh với Sony Vaio trên thị trường máy tính cá nhân để thu hút cùng một nhóm hàng.
Rất dễ mắc sai lầm khi nghĩ về sự cạnh tranh giữa các nước, thương mại giữa Nhật Bản và Hoa Kỳ không giống như cuộc thi đấu thể thao là có kẻ thắng, người thua. Sự thật thì điều ngược lại mới đúng, thương mại giữa hai nước làm cả hai đều có lợi. Thương mại cho phép các nước chuyên môn hóa vào lĩnh vực mà mình sản xuất tốt nhất và nhờ vậy được hưởng thụ hàng hóa và dịch vụ phong phú hơn. Nhật và Hoa Kỳ vừa là bạn hàng của nhau, nhưng cũng là đối thủ cạnh tranh của nhau.

### Nguyên lý 6: Thị trường thường là phương thức tốt để tổ chức hoạt động kinh tế
Nửa cuối Thế kỷ XX với sự sụp đổ của hệ thống các nước xã hội chủ nghĩa ở Liên Xô và Đông Âu có lẽ là thay đổi quan trọng nhất của nửa cuối thế kỷ này. Nền kinh tế của các nước này hoạt động dựa trên tiền đề là các nhà hoạch định trong chính phủ được đặt vào vị trí tốt nhất để định hướng hoạt động kinh tế. Họ là những người quyết định sản xuất hàng hóa, dịch vụ nào, sản xuất bao nhiêu, sản xuất như thế nào và phân phối cho ai. Thực chất, đây là nền kinh tế kế hoạch hóa tập trung.
Hiện nay, hầu hết các nước từng có nền kinh tế hóa tập trung đều đã từ bỏ hệ thống này và đang nỗ lực phát triển nền kinh tế thị trường. Trong nền kinh tế thị trường, quyết định của các nhà hoạch định kinh tế của chính phủ được thay bằng quyết định của các doanh nghiệp và hộ gia đình. Họ toàn quyền sản xuất cái gì, sản xuất như thế nào và phân phối nó cho ai. Các hộ gia đình tự quyết định việc làm cho doanh nghiệp nào và mua cái gì bằng chính thu nhập của mình. Các hộ gia đình và gia đình tương tác với nhau trên thị trường, nơi mà giá cả và phúc lợi cá nhân định hướng cho các quyết định của họ.
Xét cho cùng, trong nền kinh tế thị trường không có ai chủ trương phụng sự xã hội với tư cách một toàn thể. Thị trường tự do bao gồm nhiều người mua và người bán với vô số hàng hóa và dịch vụ khác nhau, và quan trọng hơn là mọi người đều quan tâm trước hết đến lợi ích của mình. Song cho dù quá trình ra quyết định có tính chất phân tán và người ra quyết định chỉ hướng tới lợi ích riêng của mình, nền kinh tế vẫn tỏ ra thành công khác thường trong việc tổ chức hoạt động kinh tế theo hướng thúc đẩy phúc lợi kinh tế chung.
Nhà kinh tế Adam Smith (1723-1790) đã nêu ra nhận định nổi tiếng trong kinh tế học là: "Khi tác động qua lại với nhau trên thị trường, các hộ gia đình và doanh nghiệp hành động như thể họ được dẫn dắt bởi một bàn tay vô hình, đưa họ tới những kết cục thị trường đáng mong muốn". Giá cả là công cụ mà nhờ đó bàn tay vô hình điều khiển các hoạt động kinh tế. Giá cả phản ánh cả giá trị của hàng hóa đối với xã hội và chi phí mà xã hội phải chịu để sản xuất ra nó; vì hộ gia đình và doanh nghiệp nhìn vào giá cả khi đưa ra quyết định mua và bán cái gì, nên vô tình họ tính đến lợi ích và chi phí xã hội mà hành vi họ tạo ra. Kết quả giá cả giúp các cá nhân đưa ra quyết định mà trong nhiều trường hợp cho phép tối đa hóa phúc lợi xã hội.
Hệ quả của bàn tay vô hình: "Khi ngăn không cho giá cả điều chỉnh một cách tự nhiên theo quy luật cung - cầu, chính phủ cũng đồng thời cản trở bàn tay vô hình trong việc phối hợp hàng triệu hộ gia đình và doanh nghiệp - những đơn vị cấu thành nền kinh tế". Đây là hệ quả quan trọng, nó lý giải tại sao thuế tác động tiêu cực tới quá trình phân bổ nguồn lực (thuế làm biến dạng giá cả, và do vậy làm biến dạng quyết định của các hộ gia đình và doanh nghiệp).

### Nguyên lý 7: Đôi khi chính phủ cải thiện được kết cục thị trường
Thúc đẩy hiệu quả và công bằng của xã hội là hai nguyên nhân chủ yếu để chính phủ can thiệp vào nền kinh tế. Nghĩa là, hầu hết các chính sách đều nhằm vào mục tiêu vừa làm cho chiếc bánh kinh tế lớn lên và vừa làm thay đổi cách thức phân chia chiếc bánh đó.
Bàn tay vô hình thường hướng dẫn thị trường phân bổ nguồn lực một cách có hiệu quả. Song vì nhiều nguyên nhân, đôi khi bàn tay vô hình bị tê liệt. Các nhà kinh tế sử dụng thuật ngữ "thất bại thị trường" để chỉ tình huống thị trường tự nó thất bại trong việc phân bổ nguồn lực theo cách có hiệu quả.
Có một nguyên nhân làm cho thị trường thất bại là ảnh hưởng bên ngoài. Ảnh hưởng bên ngoài là tác động do hành vi của một người tạo ra đối với phúc lợi của người ngoài cuộc. Ví dụ về ảnh hưởng bên ngoài tiêu cực (hay chi phí của tác động bên ngoài) là ô nhiễm môi trường. Nếu một nhà máy hóa chất không phải chịu toàn bộ chi phí cho khí thải, thì nó có thể thải ra rất nhiều khí thải. Trường hợp này, chính phủ có thể làm tăng phúc lợi kinh tế nhờ các quy định về môi trường. Một ví dụ nữa về ảnh hưởng ngoại hiện tích cực (hay lợi ích của tác động bên ngoài) là phát triển khoa học. Khi đi đến một phát minh quan trọng, nhà khoa học tạo ra một nguồn lực có giá trị mà mọi người có thể sử dụng. Trường hợp này, chính phủ có thể tăng phúc lợi kinh tế bằng cách trợ cấp cho hoạt động nghiên cứu khoa học.

## Nền kinh tế với tư cách một tổng thể vận hành như thế nào
Trong phần này nêu lên ba nguyên lý liên quan đến sự vận hành của nền kinh tế với tư cách một tổng thể.

### Nguyên lý 8: Mức sống của một nước phụ thuộc vào năng lực sản xuất của nước đó
Hầu hết sự khác biệt về mức sống có nguyên nhân ở sự khác nhau về năng suất lao động của mỗi quốc gia (số lượng hàng hóa được làm ra trong mỗi một giờ lao động của một công nhân). Ở những quốc gia, người lao động sản xuất ra được lượng hàng hóa và dịch vụ lớn hơn trong một đơn vị thời gian, thì hầu hết người dân được hưởng mức sống cao; còn những quốc gia có năng suất kém hơn, thì hầu hết người dân phải chịu cuộc sống khó khăn. Thực chất, tốc độ tăng năng suất lao động của một quốc gia quyết định tốc độ tăng thu nhập bình quân của quốc gia đó.
Mối quan hệ cơ bản giữa năng suất và mức sống khá đơn giản, nhưng nó mang một hàm ý sâu xa. Nếu năng suất là yếu tố then chốt quyết định mức sống, thì những cách lý giải khác về mức sống phải đóng vai trò thứ yếu. Nhiều người tin vào vai trò của công đoàn hoặc luật về tiền lương tối thiểu trong việc làm đã làm tăng mức sống của người dân Hoa Kỳ. Song người thực sự làm tăng đời sống người dân lại là năng suất lao động ngày càng cao.

### Nguyên lý 9: Giá cả tăng khi chính phủ in quá nhiều tiền

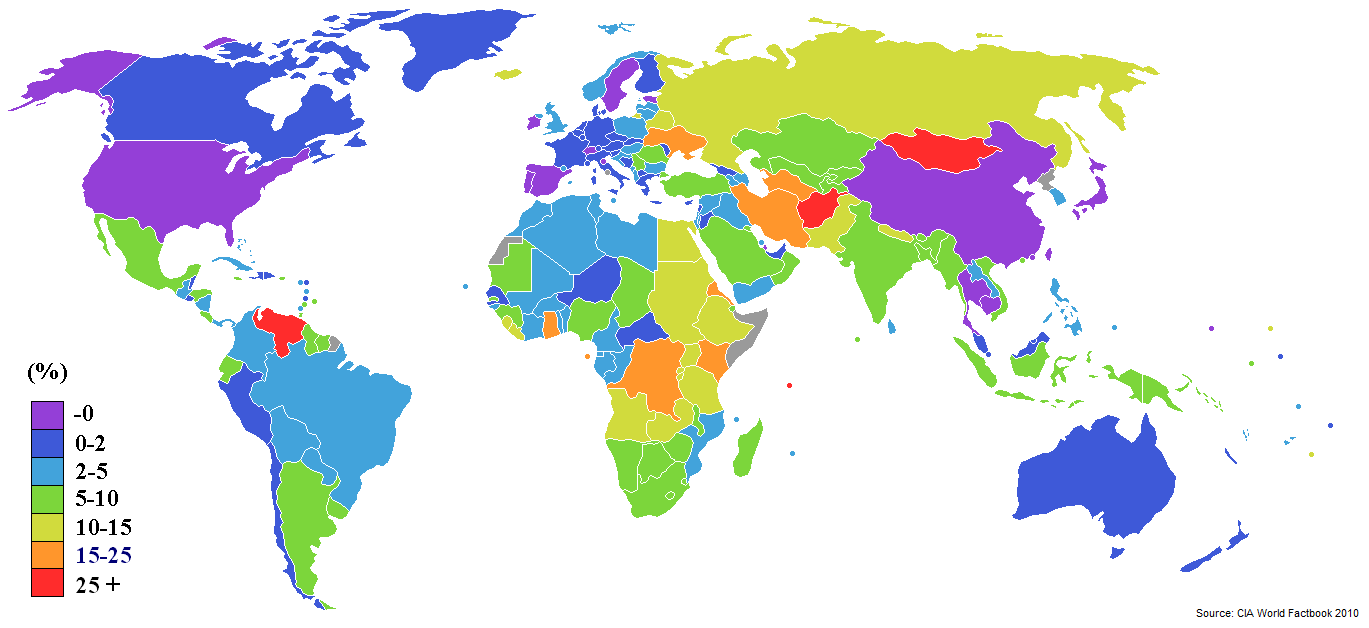
Tỷ lệ lạm phát ở các nước trên thế giới

Nguyên nhân gây ra lạm phát là gì? Trong hầu hết các trường hợp, lạm phát trầm trọng hoặc kéo dài dường như đều có chung một thủ phạm - đó là sự gia tăng của lượng tiền. Khi Chính phủ phát hành ra một lượng tiền lớn, giá trị của tiền sẽ giảm.

### Nguyên lý 10: Chính phủ đối mặt với sự đánh đổi ngắn hạn giữa lạm phát và thất nghiệp

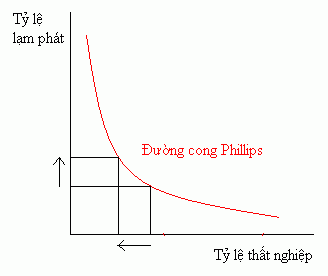
Đường Phillips dốc xuống phía phải

Nếu lạm phát như vậy, thì tại sao đôi khi các nhà hoạch định chính sách lại gặp rắc rối trong việc chèo lái con thuyền kinh tế? Một lý do là mọi người cho rằng chính sách cắt giảm lạm phát thường gây ra sự gia tăng tạm thời của thất nghiệp. Đồ thị minh họa cho sự đánh đổi giữa lạm phát và thất nghiệp được gọi là đường phillips.

## Các thuật ngữ then chốt
- Sự khan hiếm - scarcity
- Nền kinh tế - economy
- Kinh tế học - economics
- Hiệu quả - efficiency
- Công bằng - equality
- Chi phí cơ hội - opportunity cost
- Thất bại thị trường - market failures
- Ảnh hưởng ngoại hiện - externality
- Sức mạnh thị trường - market power
- Năng suất - productivity
- Lạm phát - inflation
- Đường Phillips - Phillips curve
- Những thay đổi cận biên - marginal changes
- Nền kinh tế thị trường - market economy

## nội dung
- Bàn về bản chất và nguồn gốc của cải của các dân tộc; Tác giả: Adam Smith. Xuất bản năm 1776.
- Bài giảng nguyên lý kinh tế vi mô; Tác giả: Nguyễn Văn Ngọc. Nhà xuất bản: Trường ĐH Nông Lâm TPHCM